# 迪米特尔·波波夫
迪米特尔·伊利耶夫·波波夫（發音：[diˈmitɐr poˈpɔf]；1927年6月26日—2015年12月5日）保加利亚法官，1990年12月20日任保加利亚共产党垮台后第一任无党派总理。1991年11月8日卸任。
波波夫生于保加利亚库拉，1990年12月社会党总理安德烈·卢卡诺夫面对大规模示威游行和罢工辞职，无党派律师波波夫被选为联合政府总理，作为政府总理波波夫负责起草新宪法以及举行第一次公开选举。新政府着手进行经济改革，并把放开物价和正式调低本国货币列弗对美元的汇率作为改革的第一步。还允许居民持有和自由买卖外汇，规定了土地私有权。
波波夫于2015年12月5日逝世，享年88岁。